# 錫紐申布里德
48°8′45″N 30°49′15″E / 48.14583°N 30.82083°E
锡紐申布里德（烏克蘭語：Синюшин Брід），是烏克蘭南部尼古拉耶夫州五一城區锡纽欣布里德市镇内的村落及其行政中心。始建於1755年，面積0.003平方公里，海拔高度99米，2001年人口1,708。